# Лі (довжина)
Лі (кит.: 里; піньїнь: lǐ) — китайська одиниця вимірювання довжини. Інша назва — «китайська миля».
- 1 лі = 500 м.

У давнину величина 1 лі коливалася в межах 300–350 кроків.
У часи династії Хань: 1 лі = 415,8 м.